# زردابی
زردابی (به ترکی آذربایجانی: Zərdabi) یک منطقه مسکونی در جمهوری آذربایجان است که در شهرستان قوبا واقع شده است. زردابی ۴۱۳۱ نفر جمعیت دارد.